# Anneke Levelt Sengers
Johanna Maria Henrica (Anneke) Levelt Sengers (* 4. März 1929 in Amsterdam, Niederlande; † 28. Februar 2024 in Gaithersburg, Vereinigte Staaten) war eine niederländische Physikerin. Sie war eine international anerkannte Wissenschaftlerin auf dem Gebiet der Thermodynamik des kritischen Verhaltens von Flüssigkeiten und Flüssigkeitsgemischen.

## Leben und Werk
Sengers war das älteste Kind von 10 Kindern der Physikerin Josephina Berger und des Chemikers Willem Levelt, der mehrere Monate im KZ Buchenwald festgehalten worden war. Sie studierte Physik und Chemie an der Universität Amsterdam zunächst mit einem kleinen staatlichen Zuschuss, dann mit Einnahmen aus einer Teilzeitbeschäftigung als Lehrerin an einem Haarlemer Lyzeum. 1958 promovierte sie bei Antonius Mathias Johannes Friedrich Michels mit der Dissertation: Messungen der Kompressibilität von Argon in der Gas- und Flüssigphase.
Als Postdoktorandin bei Joseph Hirschfelder in Wisconsin war sie von dem Forschungsklima in den USA so fasziniert, dass sie 1963 die Chance ergriff, erneut in die Vereinigten Staaten zu reisen. Levelt war zu diesem Zeitpunkt bereits seit einigen Jahren als Forscherin im Van-der-Waals-Labor tätig, wo sie die thermodynamischen Eigenschaften von flüssigem und gasförmigem Argon untersuchte. Sie heiratete 1962 ihren Kommilitone Jan Sengers, mit dem sie vier Kinder bekam. Kurz nach der Heirat schickten sie und ihr Mann ein Bewerbungsschreiben an das US-amerikanische National Bureau of Standards (NBS) in Maryland, das heutige National Institute of Standards and Technology (NIST), und erhielten eine Einladung. Frauen hatten in den Vereinigten Staaten mehr Möglichkeiten als in den Niederlanden, denn als verheiratete Frau hatte Levelt kaum Anspruch auf eine Anstellung bei einer niederländischen Regierungsinstitution oder Universität. 
1968 wechselte ihr Ehemann an das Institute for Molecular Physics an der University of Maryland. Sengers forschte weiterhin am NBS, wo sie und Kollegen die thermodynamischen Eigenschaften von Flüssigkeiten und Flüssigkeitsmischungen sowie die darin auftretenden kritischen Phänomene untersuchten. Darüber hinaus maß sie die Dichte, Phasenübergänge und andere Eigenschaften einer Vielzahl von für die Industrie wichtigen Flüssigkeiten und erstellte eine Datenbank über die Eigenschaften von Wasser und Dampf.
Durch diese Forschungen zu Wasser und Dampf engagierte sich Levelt auch in der International Association for the Properties of Water and Steam (IAPWS), einer Organisation, die weltweit industrielle Dampf- und Wasserstandards überwacht. Sie war 14 Jahre lang US-Delegierte bei der IAPWS und von 1991 bis 1992 IAPWS-Präsidentin.
Diese Arbeit und ihre Forschungen führten sie zusammen mit ihrem Ehemann, der sich ebenfalls auf demselben Forschungsgebiet einen Namen gemacht hatte, in viele Länder der Welt, so auch 1977 und 1984 in die Sowjetunion. Levelt wurde bald als die thermodynamischste Frau der Welt bezeichnet. Ein Sabbatical führte sie 1974 auch zurück in die Niederlande, wo ihr Ehemann für ein Jahr als Gastprofessor an die Technische Universität Delft eingeladen wurde. In einem Gastbüro an der Universität Amsterdam nutzte sie dieses Jahr, um niederländische Beiträge zur Thermodynamik zu studieren. Dies führte später zu einem Buch, das von der Königlichen Niederländischen Akademie der Künste und Wissenschaften unter dem Titel How Fluids Unmix veröffentlicht wurde.
Nach ihrer Rückkehr in die USA 1975 ließen sie und ihr Ehemann sich als Amerikaner einbürgern. In den folgenden Jahren übernahm sie als Gruppenleiterin und leitende Wissenschaftlerin die Leitung zahlreicher Forschungsprojekte im Bereich überkritischer Flüssigkeiten und Flüssigkeitsgemische und der Forschung zu alternativen Kühlmitteln.
Sie leitete gemeinsam mit der indischen Forscherin Manju Sharma im Auftrag des Interacademy Council ein Panel, das untersuchte, wie die neunzig Akademien der Wissenschaften weltweit Wissenschaftlerinnen unterstützen. Es gipfelte 2006 in einem Bericht, der in viele Sprachen übersetzt wurde. Und um die regionale Umsetzung der Empfehlungen dieses Berichts zu unterstützen, wurde Levelt anschließend bis 2016 Vorsitzende einer Arbeitsgruppe Women in Science des InterAmerican Network of Academies of Sciences (IANAS).
Sie und ihr Ehemann wurden beide Korrespondenten der Königlich Niederländischen Akademie der Künste und Wissenschaften und 1992 erhielten beide gleichzeitig die Ehrendoktorwürde der TU Delft. Sie waren das erste Paar in den Niederlanden, dem diese Ehre zuteilwurde, während sie auch die erste Frau war, die an der TU Delft einen solchen Doktortitel erhielt. 
Sie starb 2024 im Alter von 94 Jahren im Asbury Methodist Village in Gaithersburg.

## Forschung
Die Forschung von Sengers konzentrierte sich auf das Verhalten von Flüssigkeiten in der Nähe kritischer Punkte. Sie zeigte, dass Flüssigkeiten den universellen Skalierungsgesetzen kritischer Punkte gehorchen, die erstmals in theoretischen Modellen und magnetischen Systemen entdeckt wurden. Gemeinsam mit ihren Mitarbeitern veröffentlichte sie ausführlich über die Eigenschaften von nahezu kritischen Flüssigkeiten und Flüssigkeitsgemischen, die in der chemischen Prozessindustrie von Bedeutung sind. Sie und ihre Kollegen vom NIST haben zu einer besseren Charakterisierung der Eigenschaften von Wasser und Dampf für wissenschaftliche Anwendungen und die Stromindustrie beigetragen.
Überkritisches Wasser und überkritischer Dampf wird in der Materialverarbeitung und in der Methode der Oxidation giftiger Abfälle durch überkritisches Wasser verwendet. Da die Industrie nach Methoden sucht, die sauberer und sicherer sind als die Verbrennung, um gefährliche und giftige Abfälle zu entsorgen, bietet die Oxidation organischer Stoffe in einem Medium aus überkritischem Wasser eine solche Alternative, die zu ungiftigen Abwässern führt. 

## Auszeichnungen und Ehrungen (Auswahl)
Sengers war Mitglied der US National Academy of Engineering und der US National Academy of Sciences. Sie war Korrespondentin der Königlich Niederländischen Akademie der Wissenschaften und Mitglied der Koninklijke Hollandsche Maatschappij der Wetenschappen. 1992 erhielt sie von der Technischen Universität Delft als erste weibliche Ehrendoktorin in der 150-jährigen Geschichte dieser Universität eine Ehrendoktorwürde. Zu ihren weiteren Auszeichnungen zählen Auszeichnungen des NIST und des US-Handelsministeriums, des US Interagency Committee for Women in Science (WISE) und 2006 der Yeram Touloukian Award der American Society of Mechanical Engineers. 2003 war sie L’Oréal-UNESCO-Preisträgerin für Frauen in der Wissenschaft für Nordamerika.
Seit 2012 wird alle 4 Jahre der Anneke Levelt-Senger-Preis verliehen. Dieser Preis wird von IAP und IANAS koordiniert und unterstützt.

## Veröffentlichungen (Auswahl)
- Anneke Levelt Sengers, Robert Hocken, Jan V. Sengers: Critical-point universality and fluids. In: Physics Today. Band 30, Nr. 12, 1. Dezember 1977, ISSN 0031-9228, S. 42–51, doi:10.1063/1.3037826.